# 서리주

서리주의 위치

서리주(Surrey)는 영국 잉글랜드의 사우스이스트잉글랜드에 위치한 주로 주도는 킹스턴어폰템스이며 면적은 1,663km2, 인구는 1,135,500명(2014년 기준), 인구 밀도는 683명/km2이다. 동쪽으로는 켄트주, 남동쪽으로는 이스트서식스주, 남쪽으로는 웨스트서식스주, 남서쪽과 서쪽으로는 햄프셔주, 북서쪽으로는 버크셔주와 접한다. 이 곳의 역사적인 카운티 타운은 길퍼드이다. 서리 주 의회는 1965년 이래로 그레이터런던의 일부로서, 킹스턴어폰템스로부터 떨어져 있다. 런던을 제외하고 잉글랜드에서 1인당 소득이 가장 높은 곳이다.